# Lajka (kutya)
A szovjet Szputnyik–2 műhold fedélzetén Lajka (oroszul: Лайка; jelentése: Ugatós) kutya – fajtáját tekintve egy keverék – volt az első élőlény bolygónkról, amely Föld körüli pályára állt. A műholdat 1957. november 3-án indították Bajkonurból. Az űrutas eredetileg Moszkva utcáin kóborolt, és a sintértelepről választották ki kísérleti alanynak. Több más néven is illették az állatot, leggyakrabban használt neve állítólag Kudrjavka (Кудрявка), azaz Bodri volt. Két másik kutyával együtt az emberekéhez hasonló felkészítést kapott (centrifuga, barokamra, vibrációtűrés), mielőtt felbocsátották az űrbe. A felkészítés során többször, órákra beültették a kabinjába, amelyben meg kellett szoknia a rögzített „kutyaszkafander” viselését, az etetőt, valamint a vizelet- és ürülékgyűjtő használatát. Ezen kívül érzékelőket is műtöttek be, amelyek jelenlétéhez szintén szoktatni kellett. A műholdnak nem volt visszatérő egysége/képessége, ezért Lajkára egyébként is halál várt, de a szovjetek sokáig azt terjesztették, hogy több napig életben volt, ám mint később bebizonyosodott, a Föld körüli pályára állás után néhány órával elpusztult. Biológiai küldetést kellett volna végrehajtania, amelyben az élő szervezet űrbéli viselkedését tanulmányozzák.
Bár Lajka sorsa már a felbocsátáskor a pusztulás volt, repülésének legfőbb eredménye mégis az volt, hogy bebizonyította, az élő szervezet kibír egy űrstartot és a Föld körüli pályára állást, majd a súlytalanság körülményeit.

## A Szputnyik–2
A műhold a lehető legegyszerűbb felépítésű, ám elődjéhez képest óriási szerkezet volt a maga 508,3 kg-os tömegével. A Szputnyik–2 egy 4 méter magas, kúp alakú, az alapjánál 2 méter átmérőjű szerkezet volt, amelynek belsejében gömb alakú tartályokban helyezték el a műszereket, Lajka utasterét és az életfenntartó rendszereket is. A kezdetleges életfenntartó rendszer egy oxigéngenerátorból és egy hűtőventilátorból állt. Az oxigéngenerátor állította elő a légzéshez szükséges oxigént, és a rendszer ellátta a szén-dioxid elnyeletését is. Emellett, hogy az állat ne hevüljön túl, egy 15 °C-on bekapcsoló hűtőventilátor indult be automatikusan.
Lajka egy hétre elegendő, zselé formájú ételt kapott. A keletkező vizelet és ürülék tárolására egy, a hátsó felére erősített zsák szolgált. A kutya testére még egy hám is került, amelyet láncokkal a tartályhoz erősítettek, és így arra korlátozták az állat mozgását, hogy csak felállni, leülni vagy lefeküdni tudott, megfordulni már nem volt lehetősége.
A világ második űreszközén nemcsak a legendás kutya és az állat életét felügyelő, fenntartó rendszerek kaptak helyet, hanem külön tartályokban más mérőműszerek, így a Nap sugárzásának és a kozmikus sugárzás mérésére szolgáló eszközök is.

## Előkészületek
A szovjetek az állatokkal végzett űrkísérleteikhez főként kutyákat „használtak”, a szuborbitális és orbitális kísérletek során több tucat kutya indult rakétán az űrbe. Ezeket az állatokat szegény sorsú ebek közül választották. Így Lajka – a kis termetű, keverék szuka – is egy moszkvai „állatmenhelyről” került Bajkonurba. Lajka eredeti neve sem ismert, újdonsült gazdái Kudrjavkának, Zsucskának (Bogárkának) és Limoncsiknak (Citromkának) is nevezték. A Lajka név végül a kis keverék jól felismerhető jegyeiből ragadt rajta. (A lajka egy, a huskyval szinte megegyező szibériai kutyafajta, az űrutazó pedig egy lajka és egy másik terrier keveréke volt.)
Lajkát két másik társával – Muszkával és Albinával – választották tréningre. A tréning során leginkább a szűk kabinhoz kellett hozzászoktatni az állatokat, amely során egy 20 napos periódus alatt egyre szűkebb ketrecekbe zárták őket. Emellett centrifugateszteknek is alávetették őket, hogy a start során keletkező túlterheléseket szimulálják. A kutyák szívverése és vérnyomása a duplájára emelkedett a tesztek során. További tesztek során az űrhajóban keletkező zajokhoz szoktatták az ebeket. Főként a mozgáshiánnyal járó tesztek (a mind kisebb ketrecekbe zárás) alakultak rosszul, a kutyák nem voltak hajlandóak vizeletet és székletet üríteni, állapotuk romlott még a beadott hashajtó ellenére is, ezért lassítani kellett a szoktatás ütemén.
A NASA adatai alapján Lajkát már 1957. október 31-én – három nappal a start előtt – elhelyezték a kabinjába.

## A repülés

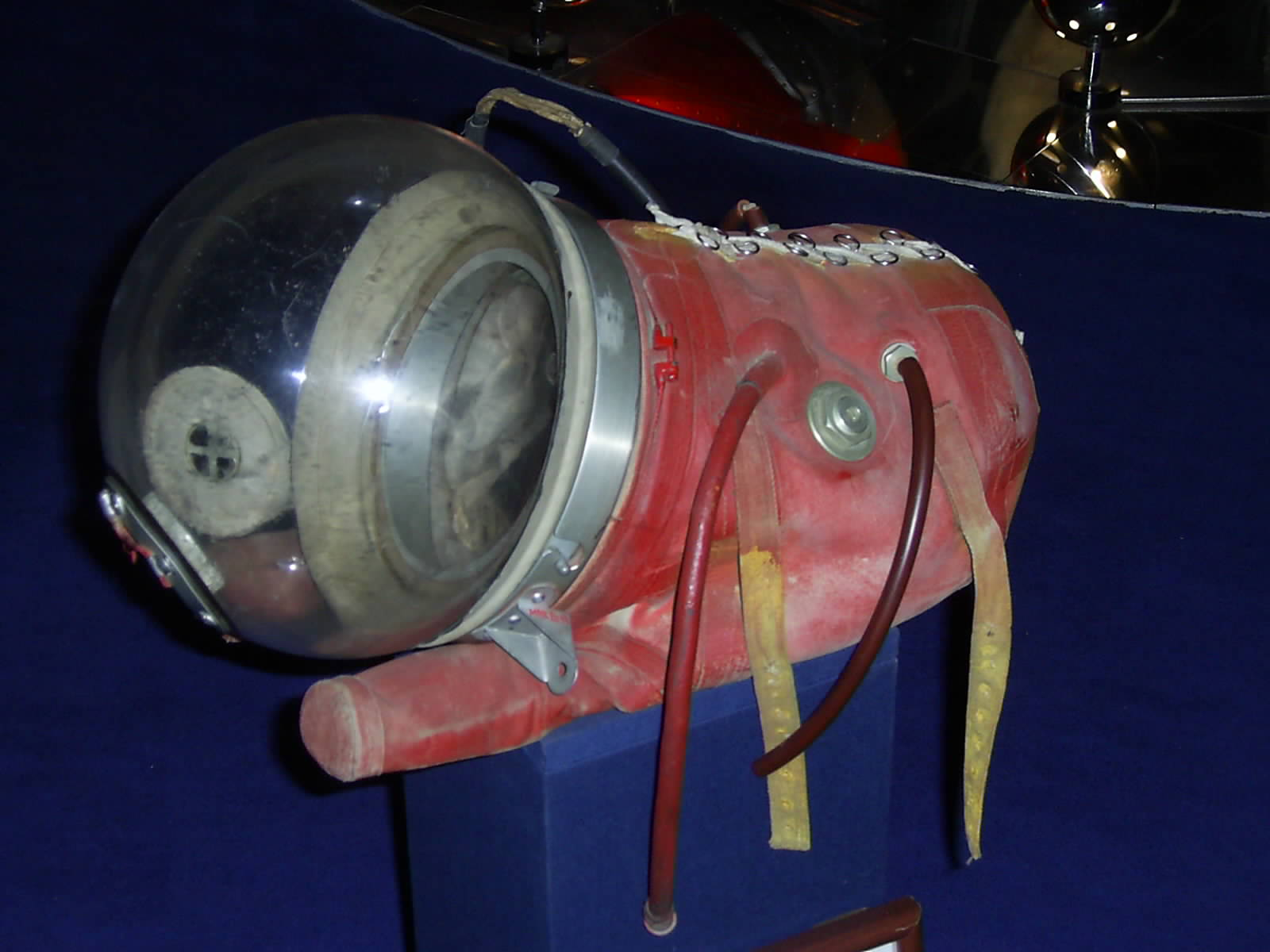
Lajka kísérleti űrruhája

A Szputnyik–1 repülése után a Párt tovább akarta forszírozni az űrbeli teljesítménnyel szerzett politikai előnyt, ezért egy újabb műhold felbocsátását rendelte el. Erre jó alkalmat kínált november 7., a nagy októberi szocialista forradalom 40. évfordulója. A hivatalos pártdöntést 1957. október 10-én vagy 12-én hozták meg. Erre a határidőre az eredetileg a Szputnyik–1 után tervezett bonyolultabb szerkezet nem lett volna kész, ezért a megmaradt négy hétben egy új műhold elkészítésébe fogtak a mérnökök.
A repüléshez a Szputnyik–1-hez is alkalmazott, R–7 interkontinentális ballisztikus rakétából kialakított hordozórakétát alkalmazták. A rakéta 212×1660 km-es ellipszispályára gyorsította Lajka "űrhajóját". Az első rendellenességek ekkor kezdődtek. Az orrkúp ugyan rendben levált, ám egy hiba folytán a hőmérséklet-érzékelő rendszer nem tudott megfelelően működésbe lépni. Ráadásul a műhold hőszigeteléséből is levált néhány helyen a szigetelőanyag. A belső hőmérséklet rövid idő alatt 40 °C-ra emelkedett.
A felbocsátás során, a legnagyobb gyorsulás és túlterhelés idején a kutya légzésszáma megháromszorozódott, szívverése a start előtti 103-ról 240-re gyorsult. Nagyjából 3 órányi repülés után – hozzávetőleg háromszor olyan lassan, mint a földi tesztek során – állt vissza a 100-as számra a szívverése. Ebből két fő következtetést vonhattak le a kutatók:
1. Az élő szervezet képes túlélni egy űrstartot, és a súlytalanság sem öli meg, hanem képes alkalmazkodni ahhoz.
2. A lassú megnyugvás pedig azt mutatta, hogy az állat jelentős stresszként éli meg az utazást.

Az adatok arra utaltak, hogy Lajka valamicskét evett is az ételéből. Azonban nem sokkal később (nagyjából a repülés hetedik órájától) nem érkeztek életjelek a műholdról. A szovjetek eredetileg úgy tervezték, hogy egy hétnyi repülést követően mérget adagolnak Lajka ételébe, és így küldik kegyes halálba az állatot, mivel a műholdat nem szerelték fel olyan eszközökkel, amelyekkel képes lett volna visszatérni a Földre. Erre azonban már nem került sor, az eb – vélhetően a műhold túlmelegedése miatt – pár órán belül elpusztult.
Végül a Lajka koporsójává vált Szputnyik–2 1958. április 14-én, 162 napnyi keringés után tért vissza a légkörbe, ahol elégett.

### Elpusztulásának körülményei
A felszállás előtt egy nappal az egyik dolgozó hazavitte az állatot, hogy kicsit a gyermekeivel játszhasson. A küldetés megkezdésekor Lajka azonban rendkívül nyugtalanná vált, mert megrémítette a zaj és az utastérben levő nyomás: pulzusa a normál érték háromszorosára nőtt, légzésszáma megnégyszereződött.
Az űrbe való jutást követően még valószínűleg nem volt semmi baj, Lajka közel 103 percet élhetett még. A hőpajzs elvesztése okozta a halálát. A műhold belső tere 40 sőt akár 90°-ra is felhevült, a páratartalom megemelkedett. Lajka így vélhetően kiszáradás következtében pusztult el és nem kizárt, hogy szenvedése súlyos félelemben órákig tartott.
Mialatt a világnak nem volt tudomása sokáig Lajka valódi tragikus sorsáról, a korabeli nyugati sajtó gyakran gúnyolódva írt róla.

## Lajka útjának megítélése

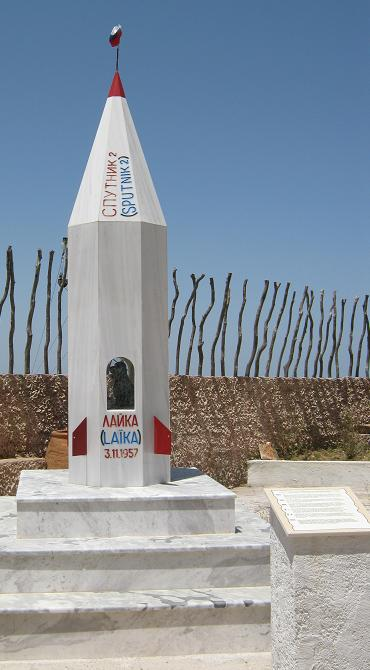
Lajka emlékműve Krétán a Laszíthi prefektúrában található Homo Sapiens múzeumban

Lajka halálának körülményei ellentmondásosak voltak, mivel a szovjetek első közleményeiben az akkumulátorok lemerülése folytán bekövetkezett oxigénhiányról adtak ki közleményt, majd később vált csak hivatalossá az eutanáziás változat. 1999-ben néhány orosz cikkben először jelent meg, hogy Lajka halálának oka a kabin túlmelegedése volt és nem a méreg. Végül 2002 októberében a Szputnyik–2 egyik közreműködő tudósa fedte fel az igazságot teljes részletességgel, miszerint 7 óra múltán már nem kaptak jeleket a műholdról.
Az űrkutya pusztulása, illetve az a mód, hogy már eleve esélye sem volt a túlélésre, az állatvédelemmel kapcsolatos viták fellángolásához vezetett. Főként a világ nyugati felén állatvédő szervezetek az állatok tudományos kísérletekben való alkalmazása és annak kegyetlen módjai ellen szálltak síkra. Angliában a Nemzeti Kutyavédő Liga egyperces néma megemlékezésre kérte fel tagjait, illetve a Királyi Állatvédő Társaság tiltakozását fejezte ki a Szovjetunió felé. Más állatvédő csoportok egyenesen a szovjet követségek előtti nyilvános tiltakozásra hívtak fel Lajka repülése kapcsán. Néhányan az ENSZ New York-i székháza előtt is demonstráltak.
Lajka szobrot kapott a moszkvai katonai repülési és űrkutatási orvostudományi intézet közelében és Kréta szigetén.
2013. január 22-én Londonban mutatták be Russell Hepplewhite brit zeneszerző Tim Yealland szövegére, az English Touring Opera megrendelésére írt Lajka, az űrkutya című operáját, mely bekerült az Armel Operaverseny és Fesztivál Szeged 2013-as programjába.

### Magyar oldalak
- Lehullott a lepel Lajka haláláról, origo.hu
- Kutyák az űrben, kutya.hu
- Szegény Lajka kutya élve megsült, index.hu
- Lajka kutya igaz története: az űrhajós, akit a szovjetek a biztos halálba küldtek, azenkutyam.hu

### Külföldi oldalak
- An Internet memorial to Laika Archiválva 2015. június 22-i dátummal a Wayback Machine-ben, novareinna.com
- First dog in space died within hours (2002. október 28.), news.bbc.co.uk
- Monkeys and other animals in space, www.spacetoday.org
- Laika The Dog & What Happened To Her, youtube.com